# Таратор

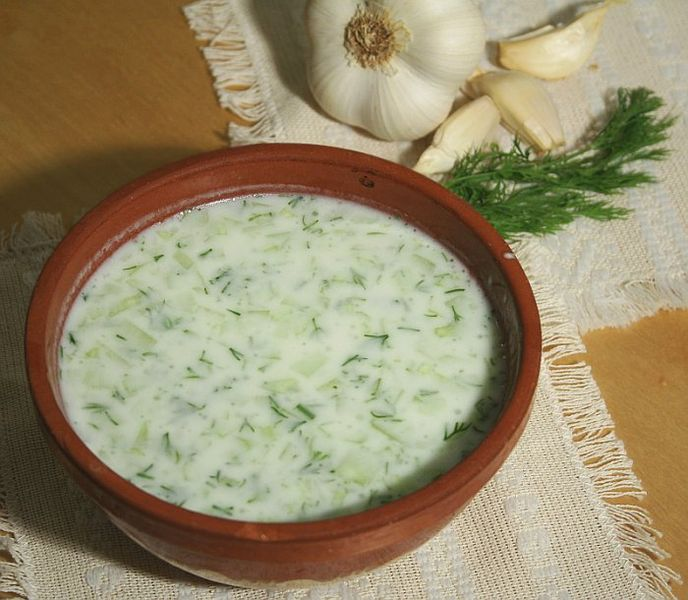

Тар'атор — болгарський національний холодний суп.
Зазвичай подається перед другими стравами. Основні компоненти: кисле молоко (несолодкий йогурт, від тур. yoğurt — кисле молоко або ж кисляк, в Болгарії його називають «киселе мляко»), огірки, часник, волоський горіх, кріп, олія (часто оливкова), сіль, спеції.
У болгарський таратор для придання йому особливої консистенції і смаку вводяться вкрай невеликі кількості рослинної олії, оцту і горіхів, що й відрізняє їх від інших кисломолочних супів. Горіхи вводяться у вигляді борошна — дрібно розтерті, що загущує таратор.
Болгари іноді заміняють кисле молоко водою, підкисленою оцтом, а огірки — листям салату. До таратору іноді подають колотий лід.

## Популярність
Таратор аналогічний холодним кисломолочним супам народів Середньої Азії (див. чалоб). Популярний в Болгарії та Македонії. З деякими варіаціями таратор популярний також в Албанії та Туреччині. Албанський рецепт дещо простіший — без волоського горіху, кропу і води. В Туреччині подають схожий суп сасик як одну із закусок — мезе.

## Рецепт приготування

### Інгредієнти
- кисляк натуральний — 500 мл
- огірок свіжий — 4 шт.
- зубчики часнику — 4 шт.
- волоські горіхи очищені — 0,5 склянки
- 6-8 гілочок кропу
- олія соняшникова або оливкова — 1 столова ложка
- сіль та спеції за смаком

### Підготовка
Огірки вимити, обсушити, відрізати кінчики. Тонко нашаткувати і присипати сіллю, щоб вони пустили сік.

### Приготування
Часник почистити і розтерти в ковганці разом з половиною волоських горіхів до однорідної маси. Кисляк (можна взяти також айран або знежирений кефір) перелити в миску і збивати віничком або міксером 4 хв. Покласти часник з горіхами в миску з кисляком. Влити соняшникову олію і збити. Горіхи, що залишилися, подрібнити і посікти ножем. Додати до супу огірки разом з соком, що виділився, горіхи, подрібнений кріп, посолити і перемішати.

### Поради
Якщо суп вийшов дуже густим, його можна розбавити холодною кип'яченою водою. Можна підкислити до смаку лимонним соком.

### Як подавати
Болгари практично до будь-якого супу подають ще й винний оцет. Можна подавати з колотим льодом.